# Viniční dům č. p. 145 (Pavlov)
Viniční dům č. p. 145 v Pavlově v okrese Břeclav je nadsklepní vinařský dům patrového uspořádání s neporušenou dispozicí ze 17. století, který byl v minulosti obýván drobnějším majitelem vinic. Památkově chráněn je od roku 1958 a 1. října 2014 byl prohlášen za národní kulturní památku.

## Historie domu
Nedílnou součástí sídelního útvaru Pavlov je rovněž pozoruhodný soubor nadsklepních vinařských domů patrového uspořádání, které byly v minulosti obývány drobnějšími majiteli vinic. Charakteristickým znakem vinařských domů je často i nika pro sošku světce, nejčastěji sv. Urbana jakožto patrona vinařů. Nadsklepní vinařské domy s renesančními a barokními jádry jsou soustředěny převážně podél České ulice a ulice Na Cimbuří, které se nacházejí západním směrem od návesního prostoru.
Výstavné nadsklepní domy s lisovnami a sklepy v podzemí si zde stavěli bohatí místní sedláci ve stylu měšťanů z Mikulova již od 17. století. Soubor nadsklepních vinařských domů v České ulici představuje celek mimořádné architektonické a urbanistické hodnoty, a proto byl spolu s historickým jádrem Pavlova prohlášen vesnickou památkovou rezervací z nichž devatenáct je památkově chráněno.

## Popis
Nadsklepní dům v obdélníkovém půdorysu má vinný sklep zaklenutý valenou klenbou. Patro je přístupné žudrem z polní cesty se skládá ze dvou místností, zaklenutých křížovou klenbou s hřehínky. Na přední fasádě se nachází bosáš provedená ve sgrafitu. Dveře jsou původní s původním kováním. Fasáda je od sedlové střechy, která je pokrytá taškami, oddělená římsou. V předním štítu uprostřed se nachází kruhová římsa se 4 větracími okénky. 